# 美食

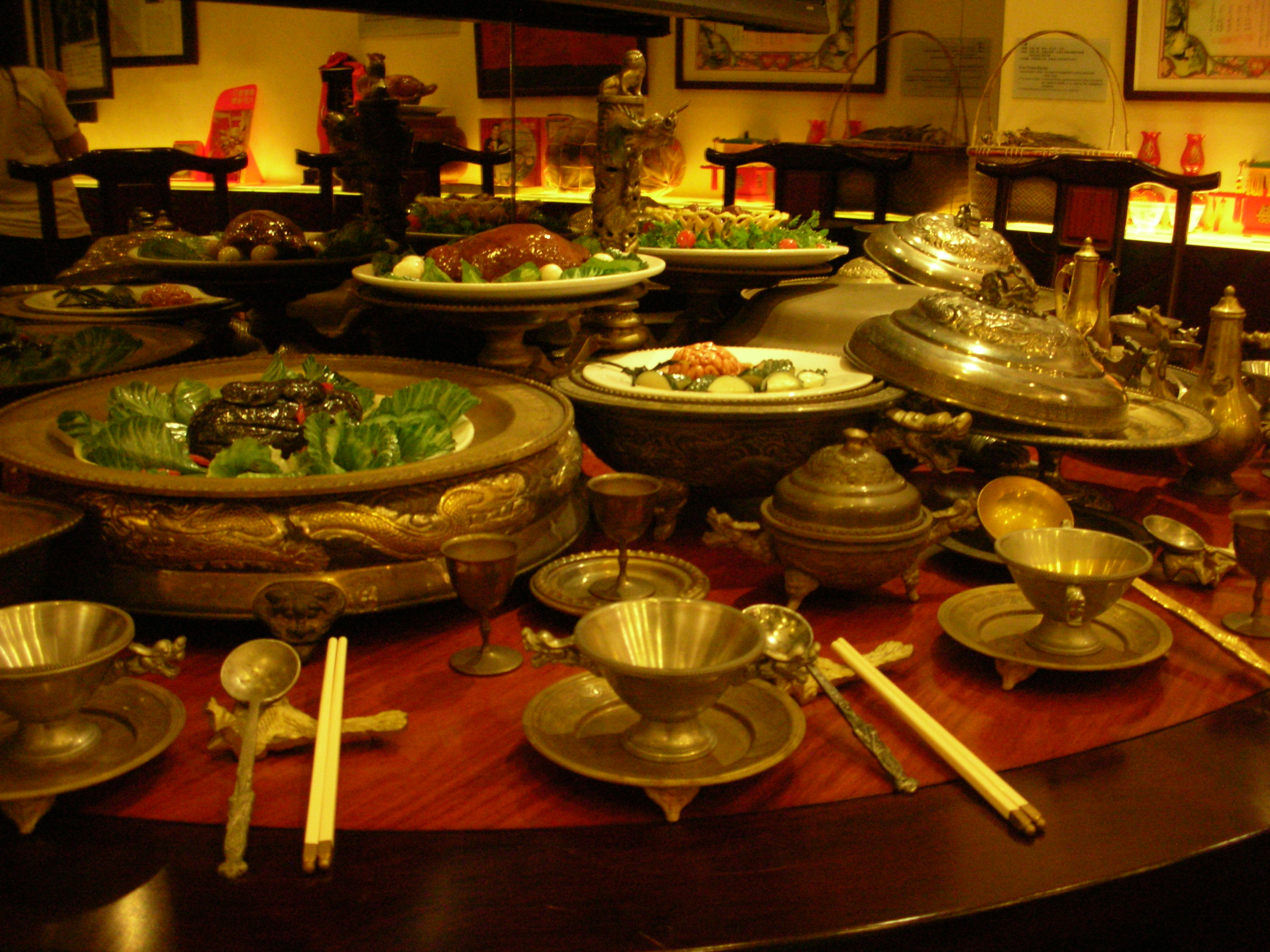
滿漢全席場景（左一為猩唇，左二為猴腦）

美食也称珍馐，泛指任何品质极佳、厨工精湛且并不常见的食品，根据不同地区、文化和年代会其定义有所变化，但通常会有显著高于同时期大众食品的口味和售价。许多美食菜肴会使用平常市场上较罕见且昂贵的野味（所谓的丛林肉，比如鹿肉、鹌鹑和榛鸡等）或海鲜作为食材（甚至珍稀物种），并配以较为精致繁琐的加工和烹饪手段，因此在汉语中常用“山珍海味”或“八珍”来形容。
许多食材只在特定的文化圈中才被视作美食，比如中餐的甲鱼和蛇羹、法国菜的大蜗牛、日本菜的河豚、美国南部的鳄鱼肉和墨西哥菜的蚁虫蛹（escamoles）。一些美食菜肴还会优先选用只在指定地区特产的食材，比如和牛（日本）、武山鸡（中国江西武山县）、意大利大腿蘑（虽然现今市面上主要是产于四川、云南等地的栽培品种）等。

## 图库

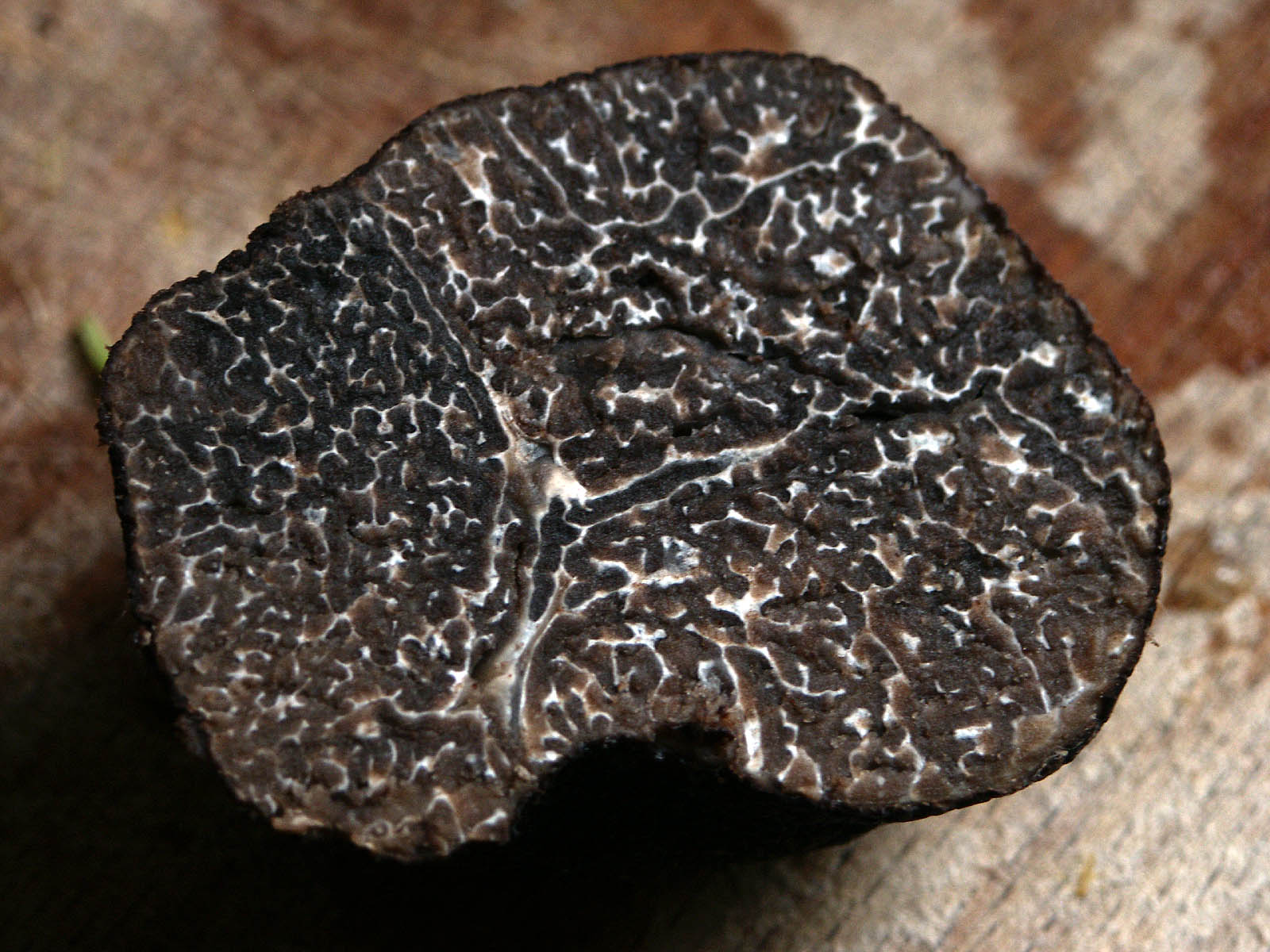
法国菜中很受欢迎的黑松露
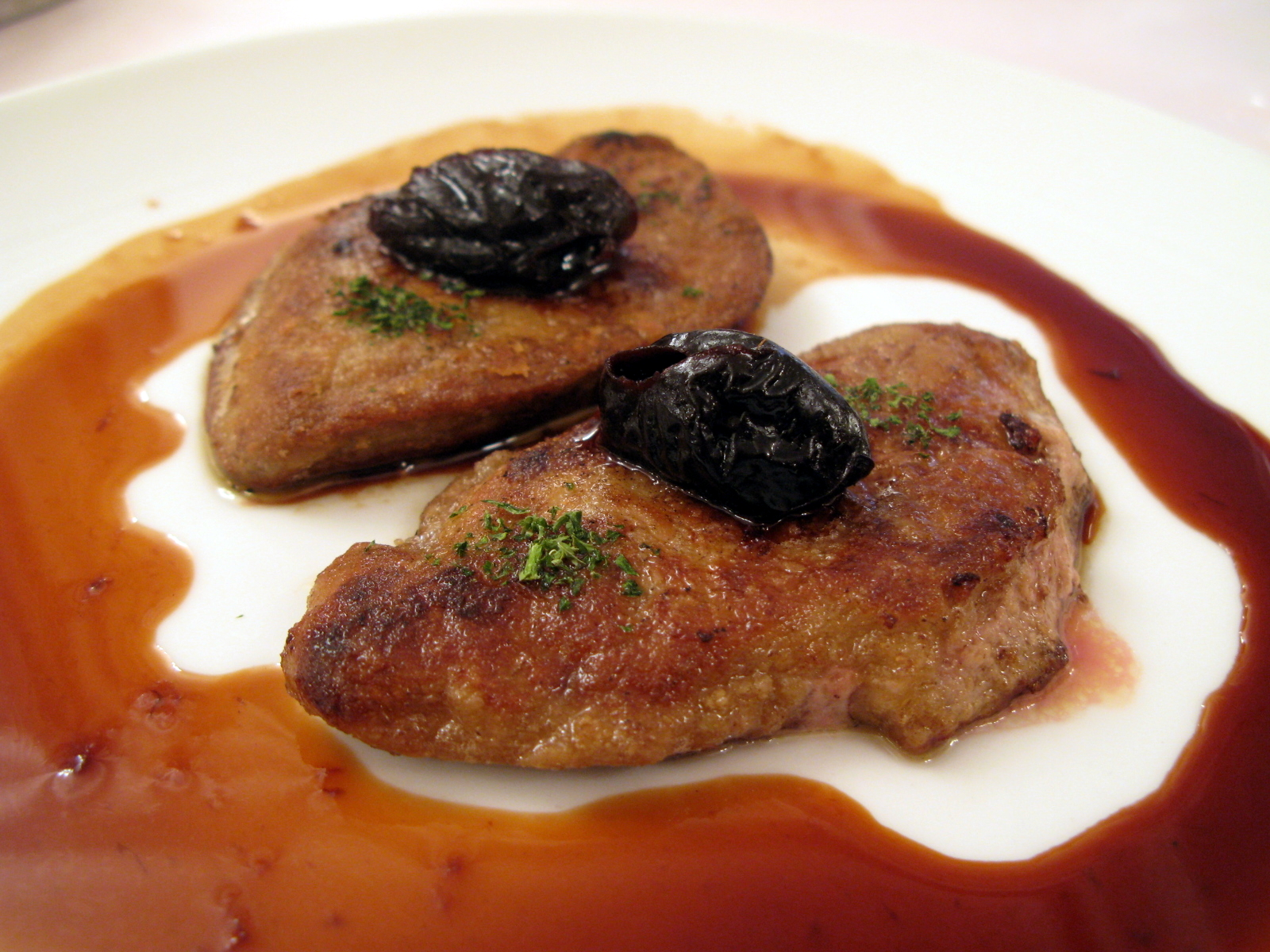
煎鹅肝
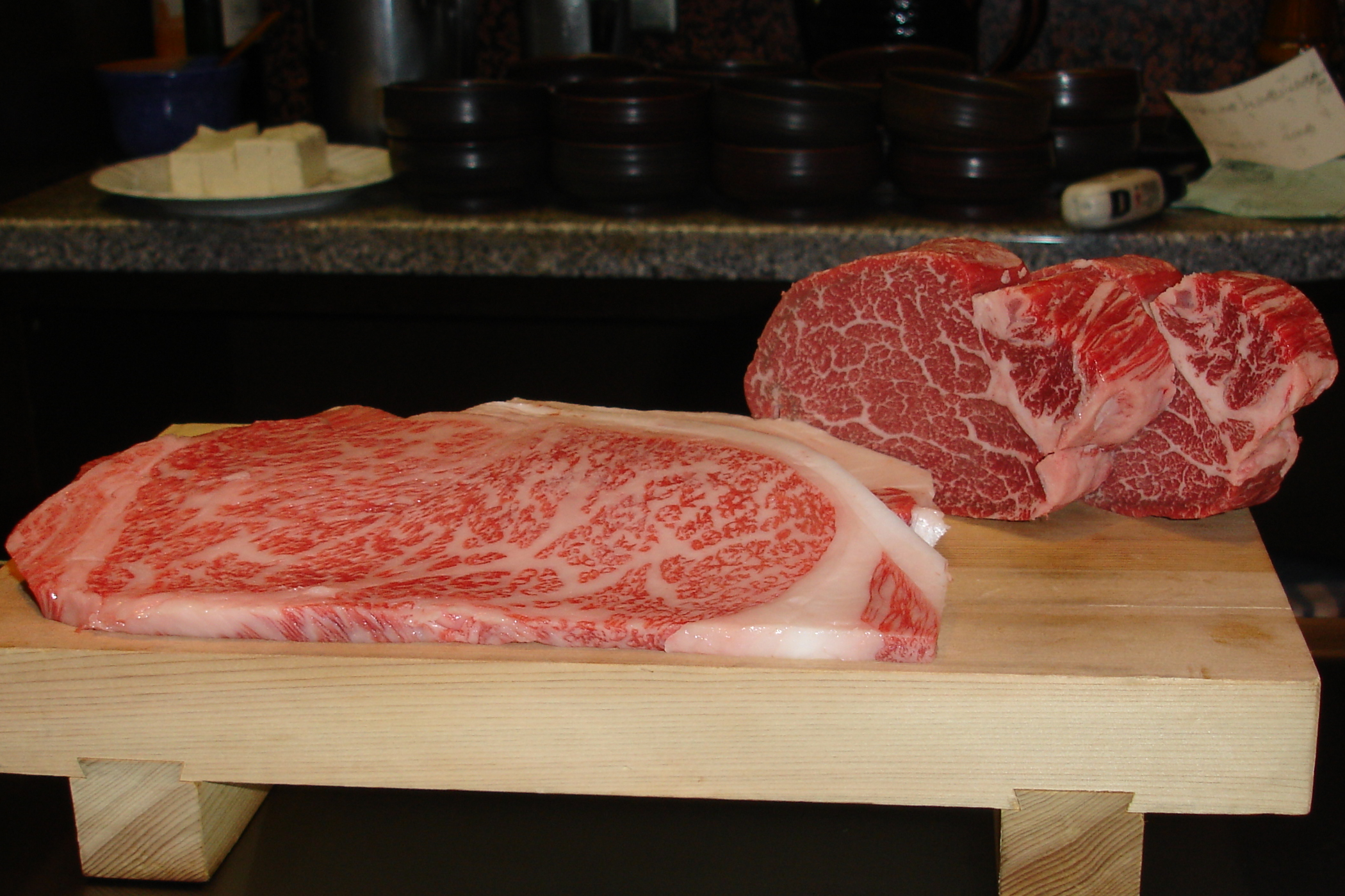
日本料理中品级最高的神户牛肉
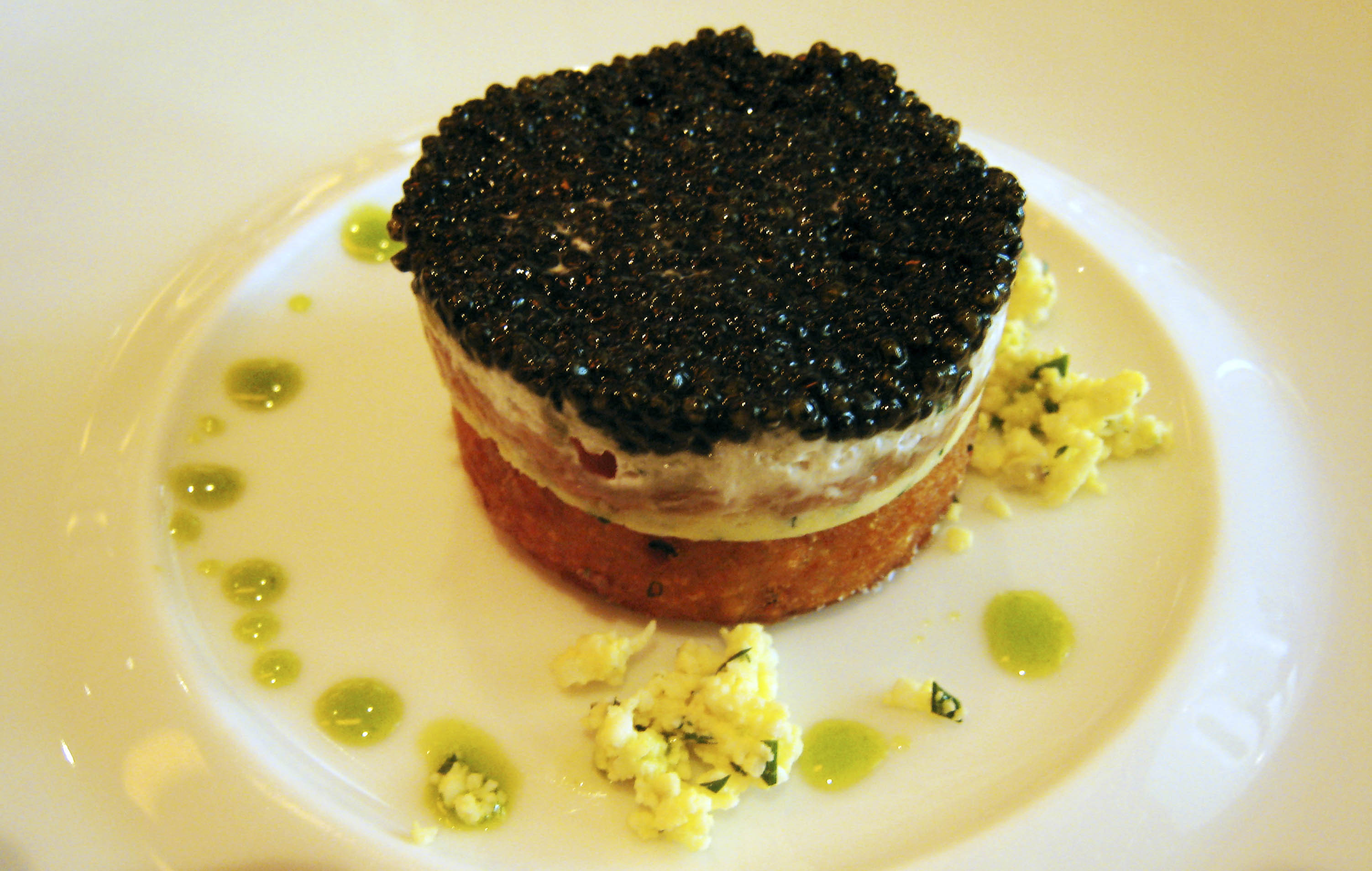
价格最为昂贵的俄罗斯鲟鱼子酱
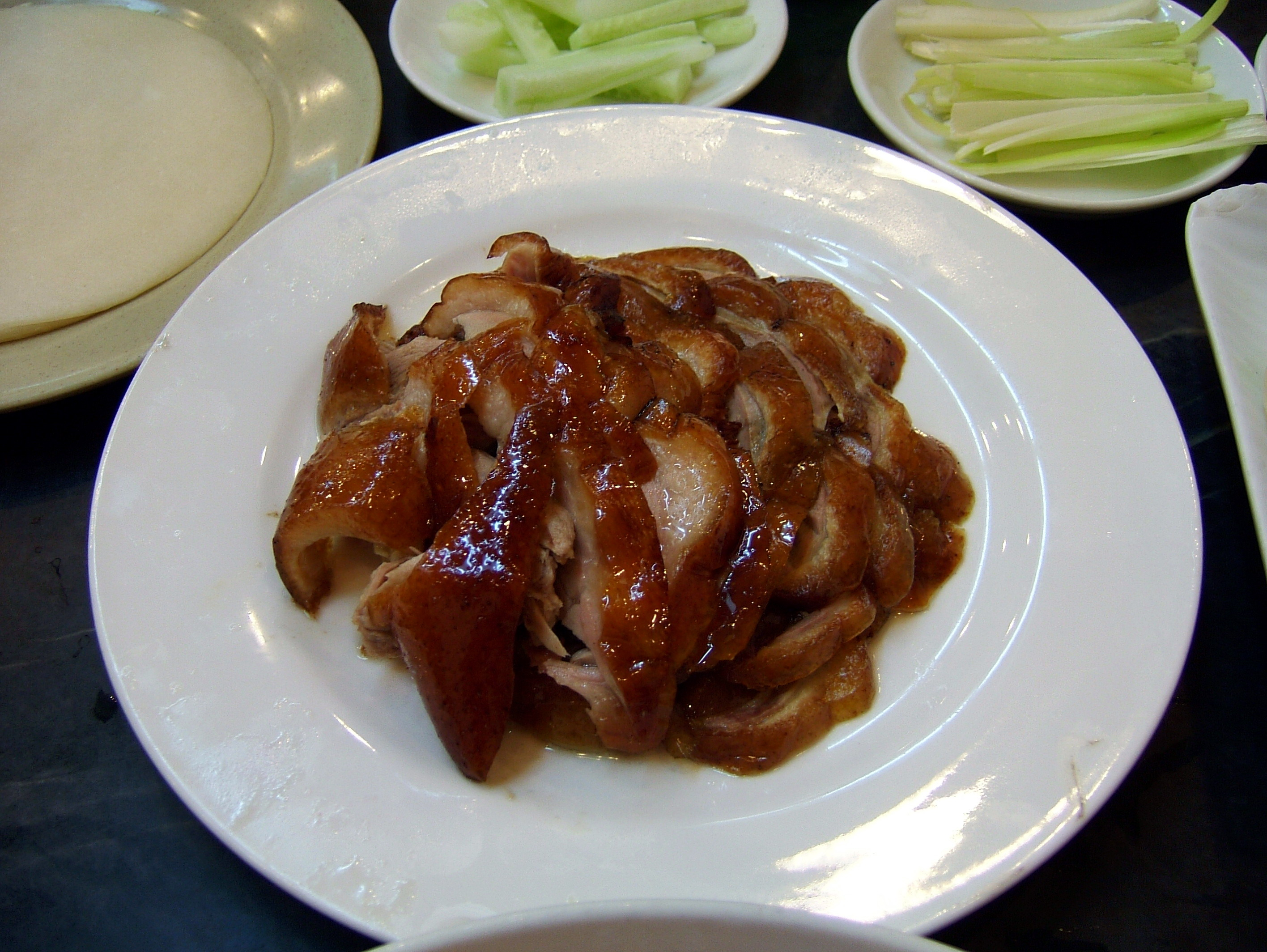
北京烤鸭
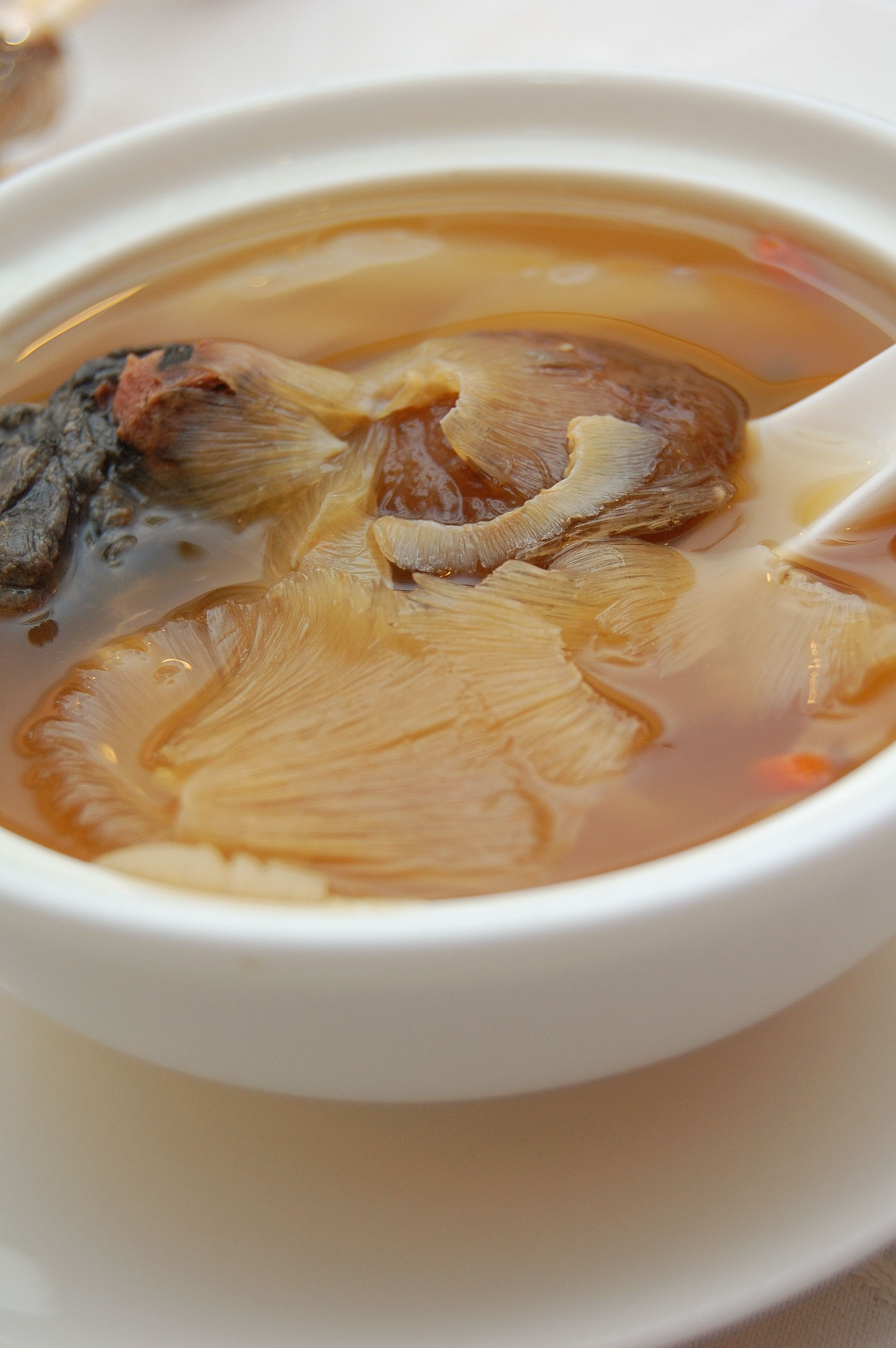
鱼翅羹
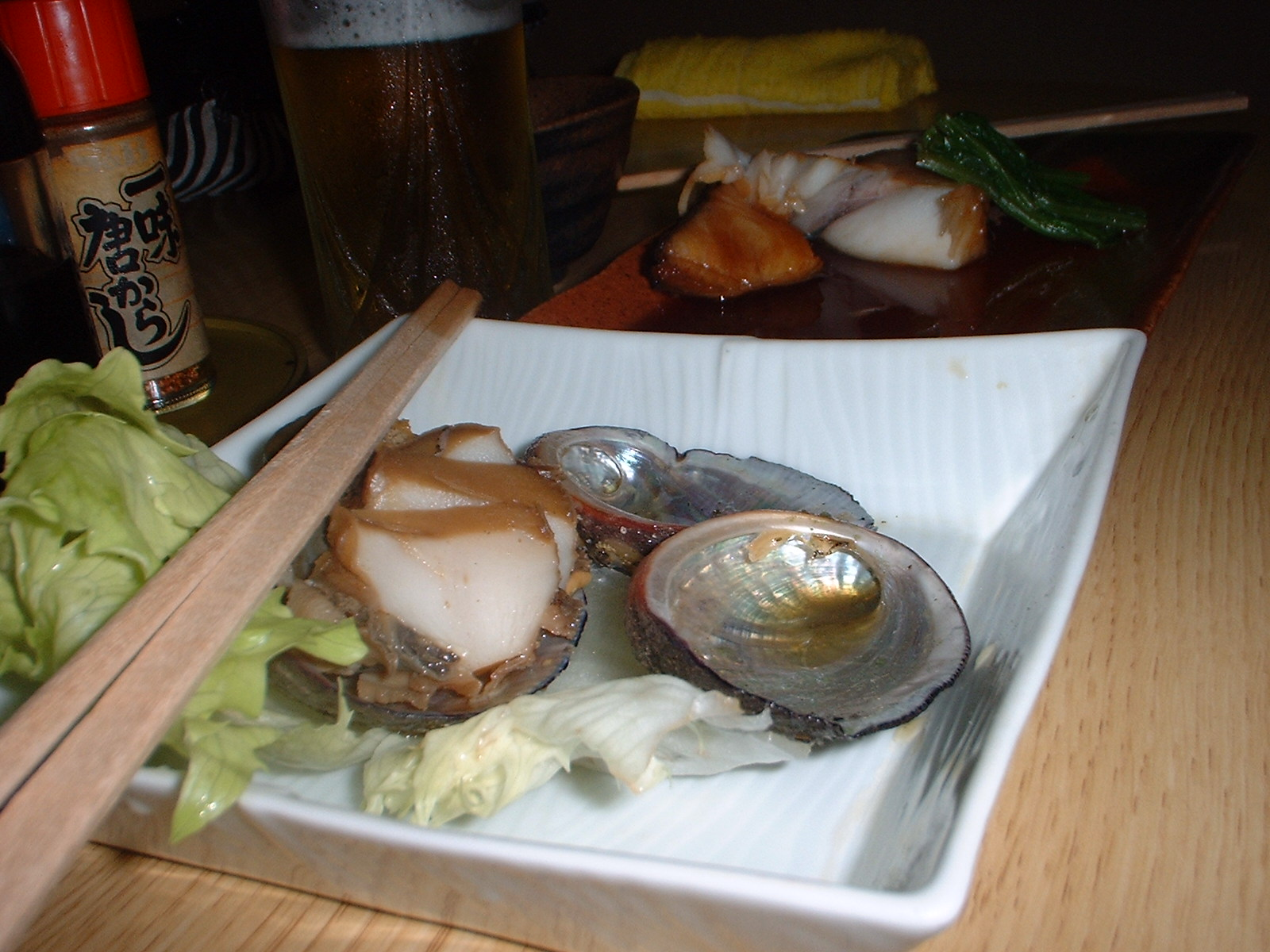
鲍鱼刺身
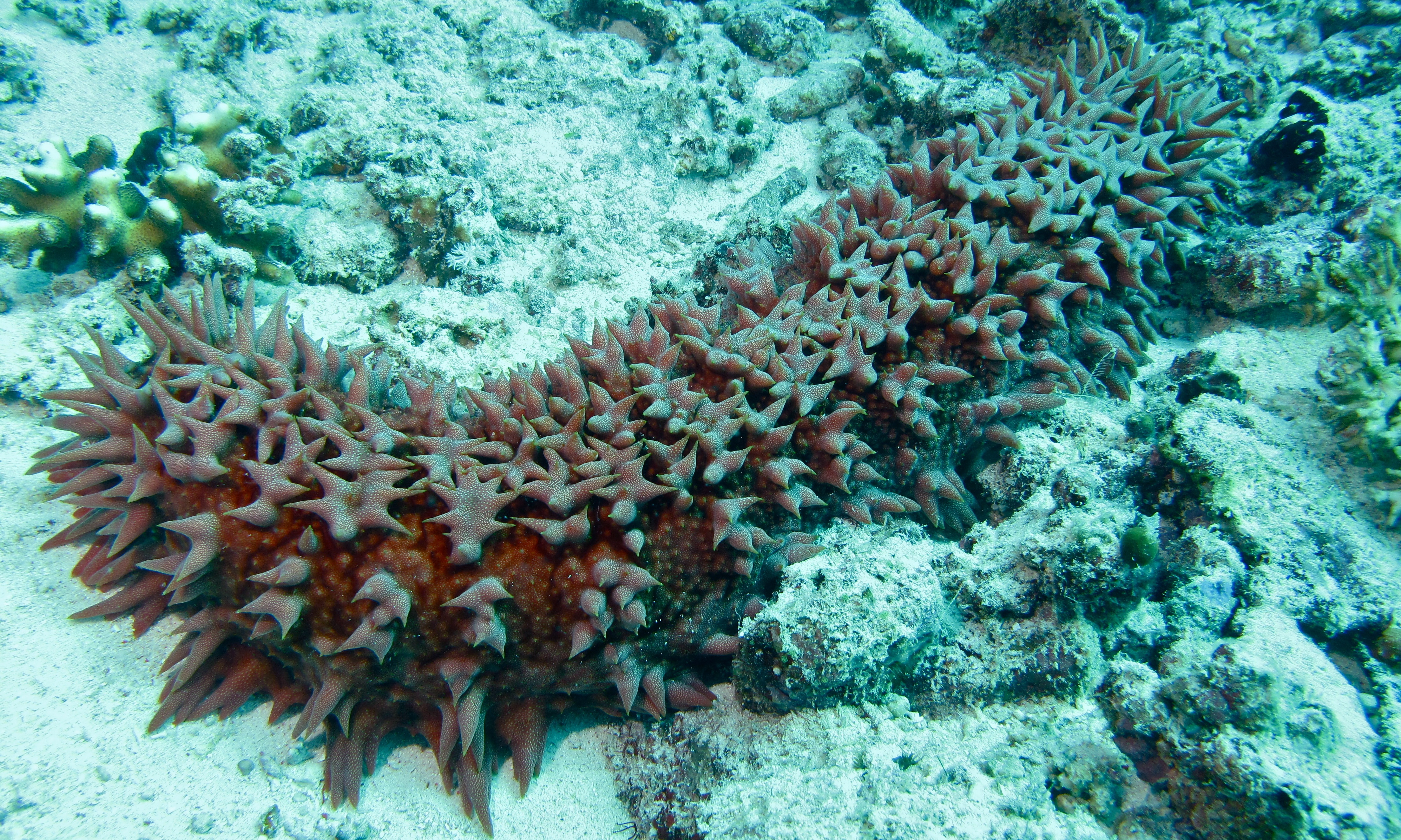
梅花参
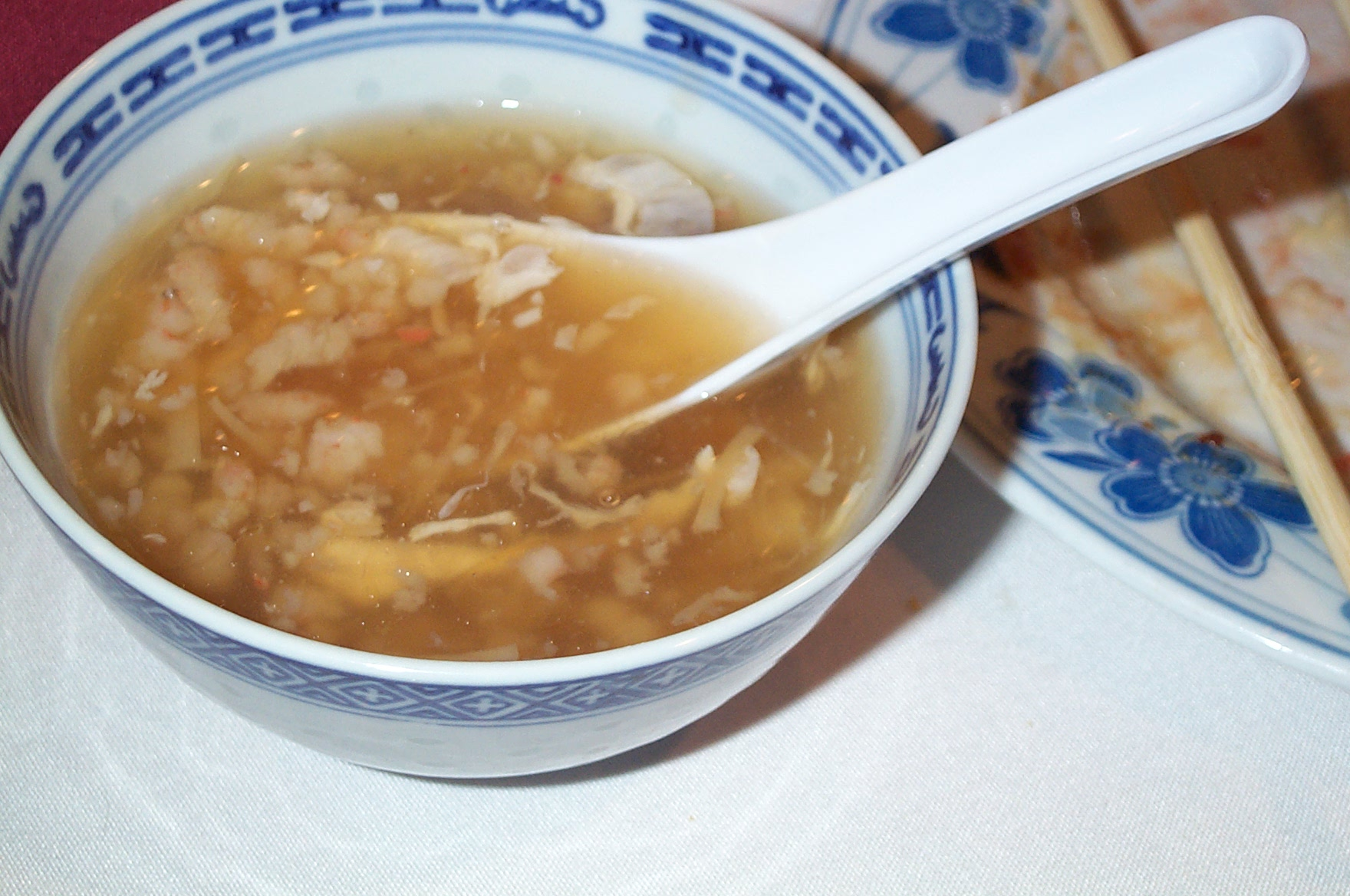
燕窝粥
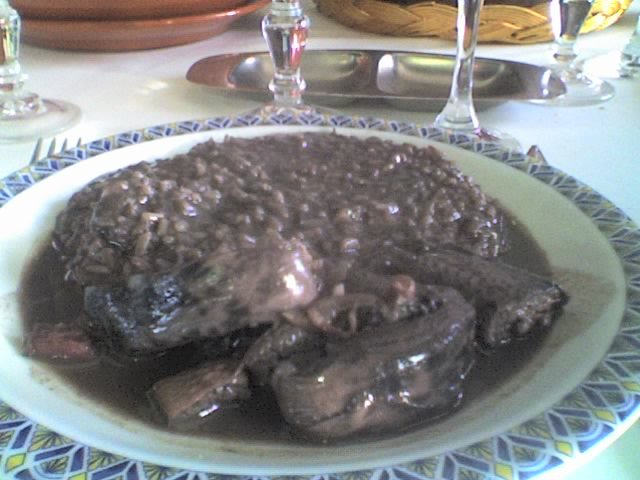
葡萄牙七鳃鳗饭